# Unión Republicana (Chile)
El Partido Unión Republicana fue un partido político que surgió, como muchos otros, tras la caída del gobierno de Carlos Ibáñez del Campo, el 26 de julio de 1931.

## Historia
Al fundarse, en 1932, este partido político surgió como enemigo de los partidos políticos tradicionales. Sus dirigentes declararon que sería un “partido político sin politiquería”. Sus fundadores provenían de sectores profesionales, intelectuales y periodísticos.
Se definió como: “Fuerza cívica especialmente avanzada que con plena conciencia de la época actual, libre de prejuicios y de espíritu sectario, con un verdadero concepto de la democracia, contraria a la lucha de clases, afronta serena y enérgicamente la solución de los problemas antedichos”. 
El mismo año de su fundación hubo elecciones parlamentarias pero no logró tener representación en el Congreso Nacional. Sin embargo, realizó Juntas de Directorio en Valparaíso, el año 1934; Temuco en 1935 y Santiago en 1936. Entre sus dirigentes destacaron: Benjamín Claro Velasco, quien fue su presidente, Walter Müller Hess y Juan Pablo Benett.
Sin parlamentarios y con poca adhesión popular en diciembre de 1936 se fusionó con Acción Nacional, dando origen al partido Acción Republicana.
Fue un partido moderado pero con características reformista e intelectual. Se dedicó a realizar estudios sobre materias tales como política, educación y administración.   

## Estructura orgánica
La organización del Partido se componía de: a) Núcleos dirigidos por un directorio compuesto de presidente, secretario, tesorero y un director por cada 50 miembros activos; b) Asamblea; c) Comisiones existirán en cada núcleo son las de Régimen Interior, Calificaciones, Estudios y Propagada; d) Directorio General compuesto de presidente, secretario, tesorero y tres directores; e) Central Administrativa asesora del Directorio General, con las características de una gerencia y f) Junta de Directorios que era la autoridad superior del partido.    

## Doctrina
Al convocar a la ciudadanía se indicó: “Invitamos a congregarse en torno a nuestra bandera a todos aquellos, sin distinción de sexos ni de condiciones, que conserven su fe en los destinos de la Patria y que estén dispuestos a aunar sus esfuerzos y dar lo mejor de sus energías y de su intelecto para detenerla en la marcha hacia el abismo, a la que conducen las torpes ambiciones de algunos y la intolerancia egoísta de muchos”.
Entre los temas más destacados de su programa estuvieron: Racionalización de la  democracia para evitar el advenimiento de regímenes violatorios a la dignidad humana; establecimiento de un Senado Corporativo y una Cámara de Diputados elegida en votación popular; voto femenino en igualdad con el hombre; perfeccionamiento del sufragio universal mediante el voto plural; asignación familiar, etc.                                                                                                                                                
En síntesis, señala la “Cartilla de la Unión Republicana” este “es un partido político que afianzará al Gobierno constitucional, ofreciéndole la cooperación organizada de aquella gente de trabajo, sana y capaz, que ha abstenido hasta ahora de participar directamente en la política y de la que se aleje de los demás partidos por no aceptar sus procedimientos. Rechaza la tendencia a la crítica negativa y hará labor constructiva, propiciando para los problemas colectivos las soluciones sencillas y prácticas que los hombres de trabajo dan a sus propios problemas”.

## Resultados electorales
Diversos autores como Etchepare y Cortés señalan que en las elecciones parlamentarias de 1932 el partido obtuvo 1344 votos. Al revisar las actas del Servicio Electoral se encuentra que en la Sexta Agrupación Departamental, correspondiente a Quillota y Valparaíso, participó el Partido Unión Socialista Republicana, que presentó siete candidatos a diputados, logrando precisamente 1344 votos.